# Маша Грено
Маша Грено, фр. Macha Grenon (7 червня 1968, Монреаль, Квебек) — канадська акторка кіно та телебачення. Дружина Дені Вільнева. Її батько, Мішель Ґрено, був професором історії в університеті Монреаля, а дідусь, Гектор Ґрено, був істориком та написав декілька книг з історії Монреаля.

## Фільмографія
- 1988: Coeur de nylon
- 1988: Liberace: Behind the Music
- 1991: If Looks Could Kill
- 1992–1995: Scoop  (телесеріал)
- 1995: Mayday
- 1996: Coyote Run
- 1997: La Conciergerie
- 1998: The Sleep Room
- 2001: Пробудження смерті Dead Awake
- 2001: Mon meilleur ennemi (телесеріал)
- 2003: Les Invasions barbares
- 2005: Сім'я (Familia)
- 2007: Si j'étais toi
- 2010: Barney’s Version

## Зовнішні посилання
- Маша Грено на сайті IMDb (англ.)
- Canoë : Fiche cinéma : Macha Grenon [Архівовано 5 червня 2008 у Wayback Machine.](фр.)